# Роган Чанд
Роган Чанд (англ. Rohan Chand; нар. 21 березня 2000, Нью-Йорк, США) — американський актор, який брав участь у фільмах «Джек і Джилл», «Погані слова», «Вцілілий», «Книга джунглів: Початок».

## Біографія
Роган Чанд народився в Нью-Йорку, США в родині IT-спеціалістів індійського походження. Маленьким він брав участь у дитячій баскетбольній лізі. На одному матчі його помітив директор з кастингу та рекомендував Чанда режисеру фільму «Джек і Джилл» Деннісу Дугану.

## Кар'єра
Дебютною роботою Чанда стала роль прийомного сина головних персонажів Джека (Адам Сендлер) та Ерін (Кеті Голмс) у комедійному фільмі «Джек і Джилл». Фільм вийшов у прокат у 2011, того ж року він зіграв сина терориста в одному епізоді телесеріалу «Батьківщина». У 2013 юний актор був сином афганця, який допомагав американським солдатам у воєнному трилері «Вцілілий», а також з'явився у дебютному фільмі Джейсона Бейтмана «Погані слова». Наступну роль Роган отримав у кінокомедії «Прянощі та пристрасті».
У 2014 стало відомо, що Роган Чанд отримав головну роль Мауглі в дебютному фільмі Енді Серкіса «Книга джунглів: Початок», прем'єра якого очікувалась 21 жовтня 2016, але була перенесена. Після анонсованого виходу 6 жовтня 2017 дату змінили на 19 жовтня 2018.

## Фільмографія
| Рік  |   | Українська назва           | Оригінальна назва              | Роль                             |
| ---- | - | -------------------------- | ------------------------------ | -------------------------------- |
| 2011 | ф | Джек і Джилл               | Jack and Jill                  | Гері                             |
| 2011 | с | Батьківщина                | Homeland                       | Ісса Назір (Епізод: "Crossfire") |
| 2013 | ф | Вцілілий                   | Lone Survivor                  | син Гулаба                       |
| 2013 | ф | Погані слова               | Bad Words                      | Чайтан'я Чопра                   |
| 2014 | ф | Прянощі та пристрасті      | The Hundred-Foot Journey       | Хассан у дитинстві               |
| 2017 | ф | Джуманджі: Поклик джунглів | Jumanji: Welcome to the Jungle | хлопчик на базарі                |
| 2018 | ф | Книга джунглів: Початок    | Jungle Book                    | Мауглі                           |